# Corydalis pseudocristata
Corydalis pseudocristata är en vallmoväxtart som beskrevs av Friedrich Karl Georg Fedde. Corydalis pseudocristata ingår i släktet nunneörter, och familjen vallmoväxter. Inga underarter finns listade i Catalogue of Life.